# Попеску, Адриан
Адриан Михай Попеску (рум. Adrian Mihail Popescu, 26 июля 1960, Крайова, Румыния) — румынский футболист, игравший на позиции защитника. Выступал, в частности, за клуб «Университатя» (Крайова), а также национальную сборную Румынии.

## Клубная карьера
Родился 26 июля 1960 года в городе Крайова. Воспитанник футбольной школы клуба «Университатя» (Крайова). 14 марта 1981 года дебютировал за первую команду в Дивизионе A. С сезона 1983/84 Попеску стал основным игроком и играл за родной клуб до 1992 года, выиграв в этот период два чемпионата Румынии и три Кубка Румынии.
В 1992 году Попеску выехал за границу в швейцарский клуб «Локарно» из второго дивизиона. Несмотря на амбиции клуба, за три сезона команда так и не смогла выйти в Национальную лигу А.
В 1995 году Попеску вернулся в румынскую «Университатю», но не смог стать основным игроком и во время зимнего перерыва 1995/96 перешёл в другой клуб из родного города «Электропутере», игравший во втором дивизионе, а в начале сезона 1996/97 и в третий крайовский клуб «Конструкторул».
В 1998 году подписал контракт с «Политехникой» (Яссы) с Дивизиона B, откуда ушёл после первого круга сезона 1998/99. Закончил карьеру в мальтийском клубе «Биркиркара», за который играл до 2001 года.

## Выступления за сборную
21 мая 1990 года дебютировал в официальных матчах в составе национальной сборной Румынии в товарищеской игре против сборной Египта. В том же году в составе сборной был участником чемпионата мира 1990 года в Италии, однако на поле не выходил. Всего в течение карьеры в национальной команде, которая длилась 3 года, провёл в форме главной команды страны 7 матчей и забил 1 гол.

## Титулы и достижения
- Чемпион Румынии (2):

«Университатя» (Крайова): 1980/81, 1990/91
- Обладатель Кубка Румынии (3):

«Университатя» (Крайова): 1980/81, 1982/83, 1990/91